# サガット
サガット (英語: Sagat; タイ語: สกัด) は、カプコンの対戦型格闘ゲーム『ストリートファイター』シリーズに登場する架空の人物。主役であるリュウのライバル的存在でもある。

## キャラクター設定
タイ出身の「隻眼の猛虎」と呼ばれるムエタイの使い手。シリーズ第一作である初代『ストリートファイター』の最終ボスとして初登場。その直前のステージに登場するアドンはサガットの一番弟子。
身長2メートルをゆうに超える偉丈夫で、スキンヘッドと眼帯がトレードマーク。『ストリートファイターII』（以下『ストII』と表記）以降は胸にリュウとの戦いでつけられた大きな傷痕がある。目に関しては作品ごとに設定が異なり、『ストリートファイター』と『ストII』の設定では幼い頃の不良とのケンカが原因、『ストリートファイターZERO』（以下『ZERO』と表記）以降の設定ではダンの父である火引強（ヒビキ ゴウ）との戦いによるものとなっている。この違いに関しては『ZERO』開発者インタビューで「子供の頃に不良のせいで視力をほとんど失い、その後火引強との試合で目を潰された」と回答。ただし、「基本的にはパラレルワールドの話で従来のストーリーには縛られたくない」とも語られている。
『ストII』シリーズや『ZERO』シリーズにおけるサガットのホームステージにはワット・ローカヤスターラームの涅槃仏がある。
『ストII』シリーズと『ZERO3』ではシャドルー四天王の一人と設定されている。初代『ストリートファイター』に登場していたため、四天王で唯一海外においても名前が変更されていないキャラクターである（詳しくはベガの「名前」の項を参照）。
『ストII』の企画やキャラクターデザインを手がけたあきまんは、他の四天王と同様に基本的には悪人という設定をしており、「普段は極めて悪の匂いのする人」「サガットの怪物性は忘れられがち」と語っている。それゆえ『ストII』シリーズや『ZERO』と『ZERO2』では対戦相手に対して自身より下と見なして高飛車な態度をとる。だが『ストリートファイターIV』（以下『ストIV』）公式サイトのノベルでは、サガットの滞在する村の老僧が「何年か前にこの村を訪れた異邦の若者と闘って胸に傷を負ってから、サガットは確かに変わり始めた」と回想しており、リュウとの出会いによって人格者へとなっていたことが触れられている。
『ストII』での再登場についてあきまんは、「リュウを登場させる以上サガットも必要だろうと思い、特撮などでの再生怪人のノリで引っ張ってきた。再生怪人なので主人公にやられた証として胸に傷を付けた」と語っている。
『ストリートファイターV』（以下『ストV』と表記）発売当時は登場しなかったが、これは「似たような性能のキャラクターが多すぎる」という理由による。ただし、ベガとF.A.N.Gのストーリーでのステージ（シャドルー基地の最深部）では、F.A.N.Gが四天王に任命される前はサガットの石像も設置されていた。また、ラシードのストーリーでは名前のみの登場で、アベルが山奥で目撃したとラシードのソーシャルメディアに送信されている。『ストリートファイターV アーケードエディション』（以下『ストV AE』と表記）にて、シーズン3の追加キャラクターとして配信されることがカリフォルニア州で開催された「Capcom Cup 2017」で発表され、2018年8月7日にGと同時に配信された。また、期間限定の追加コスチューム「クラシカルサガット」として初代『ストリートファイター』時代の胸に傷がない姿もエクストラバトルの報酬として登場した（「メナトの気まぐれ占い」にて配信）。

### 人物
少年時代に帝王ヌアカンを倒したことで、新たなムエタイの帝王として君臨した。格闘王の名をほしいままにしていたが、初代『ストリートファイター』にてリュウと戦い、敗北を喫する。リュウの必殺技「昇龍拳」によって胸に大きな傷跡も残った。
これ以降、サガットはリュウを宿敵と見なし、雪辱と復讐を誓った修行で昇龍拳に対抗した新必殺技「タイガーブロウ｣（後に「タイガーアッパーカット」に発展する技）を会得する。また、実力に目をつけたベガの誘いに乗ってシャドルーに所属するのもこの時期である。
かくして長いインターバルの後にリュウと再び拳を交える機会が巡って来るが、その激闘の末に名声も復讐心も空しい物と考えるようになった。『スーパーストリートファイターII』（以下『スパII』）のサガットのエンディングでは、帝王の座にこだわっていた自分を省みている。それ以降のサガットは唯一自分と肩を並べる好敵手としてリュウとの戦いを楽しみにするようになり、シャドルーには非協力的・疎遠になる。『CAPCOM VS. SNK』シリーズでは春麗やキム・カッファンなど、悪人相手専用の開始前デモが用意されているキャラクターたちから、シャドルー四天王の中で唯一悪人扱いされていない。また、『ZERO3』にてリュウが殺意の波動に目覚めた際には、それは自分の求める好敵手の姿ではないと一喝している。
『ストIV』では、シャドルー崩壊とともに消息不明になった他の四天王とは異なり、山奥の村で修行の日々を送っていて、シャドルーを脱退している。公式サイトのノベルやアニメムービーでは、村民に慕われている様子や復活したベガからの招集を拒む場面も描かれている。この頃からサガットはかつての復讐に燃えていた頃とは違った一面も見せている。家庭用『ストIV』のアーケードモードのオープニングアニメでは、修行の成果としてムエタイ大会において新技「タイガーディストラクション」でかつての弟子アドンを一蹴し、さらなる強敵を求めて世界格闘大会へ出場することになる。『ストIV』のエンディングでは、自分の望むことが「拳で語り合うこと」であり、勝敗は些細なことに過ぎないと気付き、そして自分が変われたかどうかを確かめるためにリュウとの再戦を望むようになる。『スーパーストリートファイターIV』（以下『スパIV』）では戦いを終えて村に戻ったサガットが、彼の帰りを喜ぶ村民たちと並んで歩く姿が描かれている。その際に「旅はどうでしたか」という問いに「再び友と会う楽しみができた」と笑顔で答えている。またゲーム中における勝利台詞にも高圧的な物言いではあるものの、若い格闘家や敗者へアドバイスをしたり「敗北からも学ぶものがある。敗北も屈辱ではない」と説く面もある。
『ストV AE』のサガットのストーリーでは修行を続けている中で、自身の中に「殺意の波動」と同じ力が目覚め始めていることに気付き、リュウが自分自身の中の何と戦っているのかを理解する。

### 他キャラクターとの関係
アドン
タイ出身のムエタイ選手で、サガットの一番弟子。かつてはサガットを師匠・超えるべき対象として尊敬していたが、リュウとの戦い以降は憎悪の対象となった。
サガットも以前はアドンを高く評価していたが、憎しみの感情をむき出しで挑んでくる彼のことは見限ったようで、あまり相手にしていない。また、サガットが「殺意の波動」による強さを否定したのに対し、アドンはその力を渇望している。
リュウ
日本出身の格闘家。「昇龍拳」でサガットを破り、胸に大きな傷跡をつけた。
当初はリュウへの復讐を第一としていたサガットだったが、後に戦いを通して互いに「強敵、友」と認め合うようになる。
ベガ
シャドルーの総帥。立場上はサガットと同じ四天王の一人。
互いの利害関係から一時的に協力はするものの、そのやり方や目的に対して好印象は抱いておらず、信頼はしていない。ベガも忠誠心のようなものは期待していない模様。
ダン
「サイキョー流」を称する格闘家。かつてサガットに倒された火引強の息子で、リュウやケンの兄弟子にあたる。
父親を殺された復讐に燃えるダンの姿が、かつての自分と同じように見えるようで、あまり評価はしていない。また、ダンとの戦いから憎悪がもたらす力には限界があることを感じるようになる。
ダルシム
ヨーガを極めた、インド出身の僧侶。
『ストリートファイター X 鉄拳』（以下『ストクロ』）におけるタッグパートナー。タッグ名は「堅忍不抜タッグ」。
南極に落ちた「箱」にかかわる事件で行方不明になった村の少女を探すため、行動を共にする。
帝王ヌアカン
タイのムエタイ界で伝説となった戦士で、サガットが少年時代に倒した人物。名前の初出は『ストリートファイターZERO3』のサガットのサイドストーリー。
『ストV』の公式サイト「シャドルー格闘家研究所」の「キャラ図鑑」によると、風貌は銀髪かつサガット同様の巨体で体中に闘いの傷跡を付けている。必殺技は無敵の膝蹴りと呼ばれる「ハヌマンキック」。
クメール遺跡における試合でサガットに敗れ、それを目の当たりにした少年時代のアドンはサガットに憧れを抱き、弟子入りを決意するようになる。
その他にも特に深い関わりはないが、ケン、ディージェイ、イーグルなど多くの格闘家から対戦を望まれている。

### 各作品における位置づけ
ストリートファイター
リュウが戦う最終ボス。ムエタイ界の闇の帝王と称される世界一の格闘家。
ストリートファイターIIシリーズ
シャドルー四天王の一人で、最終戦の直前に登場。当初はサガットも含めたボスキャラクターの存在は伏せられており、自分以外の使用可能キャラクター7人を倒すことで、M.バイソン、バルログ、サガットの3名が登場する。彼らを倒した後、最終ボスのベガが登場するという構成だった。プレイヤーも使用可能となった『ストリートファイターII'』（以下『ダッシュ』）以降のサガットのエンディングでは、ひたすらに強さを追求するリュウに似た求道者の如き性格を示すようになる。
ストリートファイターZEROシリーズ
時間軸的には『ZERO』と『ZERO2』ではリュウに敗北した直後、『ZERO3』では再戦した後となっている。アドンの復活とダンの登場により、『ストII』シリーズの頃よりキャラクターが深く掘り下げられるようになった。当初はリュウへの復讐に燃えてムエタイ界から失踪し、シャドルーからの勧誘を受けて目的のために協力していたが、リュウと再び拳を交えたことで復讐の虚しさに気づき、やがてリュウ同様に真の強さを求めていく様子が描かれている。
ストリートファイターEXシリーズ
他キャラクターより遅れて『EX2 PLUS』からの登場となる。リュウと再戦した後の設定となっており、本作では2番目の中ボスである。
ストリートファイターIIIシリーズ
ゲームには登場しないが、この時期を描いた漫画『RYU FINAL』で大きく取り上げられている（#漫画も参照）。
ストリートファイターIVシリーズ
シャドルー崩壊後は田舎の農村へ身を寄せていた。ベガのシャドルー復活計画が発動し、バイソンやバルログが召集に応じたのに対して、サガットは「協力するつもりは全くない」とシャドルーの関係者を追い返している。世界格闘大会への参加もシャドルーのためではなく、純粋にリュウとの再戦のためである。
ストリートファイターV
『ストIV』シリーズに引き続き農村の人々から慕われている。ウイラメーウという名の虎を傍に置いている。完全にシャドルーから離反しており、その後釜のシャドルー四天王にはF.A.N.Gが就いている。
CAPCOM FIGHTING Jam
ミャンマーステージの背景に登場。ベガのエンディングにも登場し、バルログやバイソン、ベガ親衛隊とともにベガとギルとの闘いを観戦している。
X-MEN VS. STREET FIGHTER
マグニートーのエンディングで登場する。ベガがマグニートーに倒されたその場にバルログ、バイソンとともに姿を現し、そのままマグニートーの配下となる。なおVS.マーヴルにてサガットが登場したのはこれのみ。

## ゲーム上の特徴
1987年稼動の初代『ストリートファイター』の最終ボスとして、シリーズの一作目から登場。同作では他の敵キャラクターと同じくCPU専用であった。必殺技の「タイガーショット」（上段のみ）は、一撃でプレイヤーキャラクターの体力の7割を奪う攻撃力を持っていた。ほかにも跳び膝蹴りやハイキックを使ってくる。しかも「波動拳」と「竜巻旋風脚」をガードされるとノーダメージになる。
1991年稼動の初代『ストII』でもCPU専用キャラクターで、シャドルー四天王の3人目として登場。CPUサガットは、パターンどおりの動きしか見せることはない。上下段に撃ち分け可能な高速の飛び道具「タイガーショット」を連発し、跳び込んできた相手を対空技「タイガーアッパーカット」で撃墜するという単純な闘い方であるが、タイガーショットの隙が「波動拳」よりも小さいこと、上下に撃ち分けること、「タイガーアッパーカット」の威力が「昇龍拳」より遥かに上回る点など、個々の技の性能が高い。
プレイヤーキャラクターとして使用可能になった『ダッシュ』以降も、この基本行動パターンは変わっていない。新必殺技「タイガークラッシュ」が追加されており、対戦では最強のベガに続く第二位の評価を得た。
『ストII』シリーズでのサガットの強さはタイガーショットの強さとほぼ直結している。撃った後の隙が大きい『ストリートファイターII'ターボ』（以下『ターボ』）と『スーパーストリートファイターIIX』（以下『スパIIX』）では、『ダッシュ』や『スパII』よりやや「弱い」と認識されやすい。しかし『スパIIX』では豪鬼を除く全キャラクターにスーパーコンボが導入され、無敵時間を持つ「タイガージェノサイド」によって連続技や守りも強化されており、存分に強さを発揮できる。『ハイパーストリートファイターII』（以下『ハパII』）ではCPU専用の初代を除く各仕様が使用可能でタイガーショットの隙の大小差やリバーサル時のガード不能となるバグ仕様の有無から『ダッシュ』仕様版が特に推されている。
『ストII』のサガットステージでは、リュウのハメ技「鳥かご」の目印に使われないように背景の石をランダムに配置するプログラムが実装された。
初代のように最終ボスとして登場することは少なくなったが、『ストII』シリーズ以降も多くの作品に登場している。歩行・ジャンプとも動きがやや遅く、長身ゆえに喰らい判定も大きいが、パンチ・キックともに長いリーチを持つ。とりわけ強キックはリーチと攻撃判定の強さに優れており、サガットの攻守を支える存在である。
『ZERO』シリーズでは歩行速度が速い。また、ジャンプ中パンチは地上の相手に当たりにくい反面、気絶値が高く設定されている。『CAPCOM VS. SNK 2』では立ち・しゃがみそれぞれの強パンチが高性能であり、最強候補の一角に挙げられている。
『ストIV』では「タイガーショット」の撃ち分けと「タイガーアッパーカット」による対空を得意とする。今作では高い体力と攻撃力を誇り、システムの恩恵も受けているため、『CAPCOM VS. SNK』シリーズ同様に強キャラクターの位置を占める。特に通称「ワロスコンボ」と呼ばれる「タイガーアッパーカット」による打ち上げを利用した手軽かつ高威力なコンボが猛威を振るい、特に高いキャラクター性能を持つ。

## 技の解説

### 通常技
技名は『ストIV』『スト6』時のもの。

#### ストIV
| 操作     | 立ち（近距離）     | 立ち（遠距離）     | しゃがみ               | 垂直ジャンプ                   | 斜めジャンプ                   |
| -------- | ------------------ | ------------------ | ---------------------- | ------------------------------ | ------------------------------ |
| 弱パンチ | タイガーエルボー   | ティーソーク       | ローエルボー           | ジャンピングエルボー           | ジャンピングジャブ             |
| 中パンチ | タイガーアッパー   | タイガーナックル   | ローナックル           | ジャンピングアッパー           | ジャンピングエルボードロップ   |
| 強パンチ | タイガーストレート | タイガーストレート | グランドストレート     | ジャンピングストレート         | ジャンピングタイガーストレート |
| 弱キック | ローキック         | ローキック         | タイガーステップ       | シュリンプキック               | ジャンピングタイガードロップ   |
| 中キック | ミドルキック       | サイドキック       | タイガースラストキック | ジャンピングタイガーシュート   | ジャンピングタイキック         |
| 強キック | ハイキック         | ハイキック         | タイガーキック         | ジャンピングタイガーハイキック | ジャンピングタイガーキック     |

#### スト6
| 操作     | 立ち               | しゃがみ               | ジャンプ                       |
| -------- | ------------------ | ---------------------- | ------------------------------ |
| 弱パンチ | タイガージャブ     | ローナックル           | ジャンピングジャブ             |
| 中パンチ | タイガーソーク     | ミドルフック           | ジャンピングアッパー           |
| 強パンチ | タイガーストレート | グランドストレート     | ジャンピングヘビーエルボー     |
| 弱キック | ローキック         | ローカーフ             | ジャンピングタイガードロップ   |
| 中キック | ミドルキック       | タイガースラストキック | ジャンピングタイガーキック     |
| 強キック | ハイキック         | タイガーキック         | ジャンピングタイガーハイキック |

『ダッシュ』からプレイヤーキャラクターとして使用可能になったが、『ターボ』まではジャンプパンチ技の代わりにジャンプキックが出ていた。『スパII』以降からはジャンプパンチ技が追加されている。

### Vシステム
タイガーリベンジ
Vリバーサル。片足の膝蹴りで反撃する。
タイガートルネード
Vシフトブレイク。

#### Vスキル
アングリーチャージ [I]
『ZERO2 ALPHA』で実装された強化技。胸の傷を抑え、気を溜める。発動後は次に出す「タイガーアッパーカット」のダメージと気絶値が強化される。
ハヌマンチャージ [II]
発動すると次に出す「タイガーニークラッシュ」を一度だけ強化する。強化版はガードされた時の隙が減少し、強のヒット後は「タイガーアッパーカット」で追撃が可能。

#### Vトリガー
タイガーチャージ [I]
発動中専用の必殺技として「タイガーキャノン」が使用可能になる。
タイガーアサルト [II]
発動中専用の必殺技として「タイガースパイク」と「タイガーラッシュ」が使用可能になる。

### ドライブシステム
タイガーパニッシュメント
ドライブインパクト。
タイガーツインバベル
ドライブリバーサル。

### 投げ技
タイガーキャリー
『ダッシュ』から使用する通常投げ。相手を軽々と掴み上げて後方に放り投げる。『EX』シリーズや『ZERO3』でパンチボタン投げとして復活した。
タイガーレイジ
『ZERO』シリーズにおける通常投げ。相手の顔を片手で掴み上げてから、連続で膝蹴りを叩き込む。レバーを回しながらボタンを連打することで攻撃回数を増やすことができる。『EX』シリーズや 『ZERO3』ではキックボタン投げとなっている。
エアタイガーキャリー
『ZERO3』で追加された空中投げ。空中の相手を捕らえて「タイガーキャリー」のように投げ飛ばす。
タイガーハング
『ストV AE』の前方投げ。相手の顔を片手で掴み上げ膝蹴りを叩き込み、そのまま地面に叩きつける。
タイガースイング
『ストV AE』の後方投げ。相手の顔を片手で掴み上げ膝蹴りを叩き込んだ後、振り返ってもう一度膝蹴りを叩き込む。

### 特殊技
フェイクキック
『ZERO2』で追加されたフェイント動作で攻撃力はない。立ち中キックをすばやく2回押すと、蹴りを出そうとして引っ込める。『ストIV』では立ち強キックに対応している。
エッジニーストライク
『ウルIV』オメガエディションで追加された。「フェイクキック」に攻撃判定がついた、その場での膝蹴り。リーチは長くハイキックよりも隙は遥かに小さいため牽制の他、コンボパーツにもなる。

タイガーフック
『SNK VS. CAPCOM SVC CHAOS』（以下『SVC CHAOS』）での技。上から打ち下ろすようにフックを繰り出す。中段判定であり、しゃがみガードでは防げない。
『ZERO』シリーズでは通常技（近距離立ち中パンチ）として使用する。
タイガートゥール / タイガーブレイク
『ストEX』シリーズにおけるガードブレイクまたはハードアタック技。正面にミドルキックを放つ。
ヘビータイガーエルボー
『ストIV』で追加。上から打ち下ろすように肘打ちを出す。中段判定であり、しゃがみガードでは防げない。
『ストV AE』では「タイガーヘビーエルボー」の名前で使用する。
ステップローキック
『ストIV』で追加。前進しながら下段判定のローキックを繰り出す。攻撃判定が発生する前に必殺技でキャンセルが可能。
ステップハイキック
『ストIV』で追加。前進しながらハイキックを繰り出す。空中の相手にヒットした場合は追撃可能。打点が高いため背の低い相手にはほとんど当たらないが、特殊追撃判定を持ち空中で吹き飛んでいる相手にも当てることができる。「ステップローキック」同様、攻撃判定が発生する前に必殺技でキャンセルが可能。『ウルIV』オメガエディションでは判定が2ヒットに増え、1ヒット目は必殺技でキャンセルできる。
タイガーモノリス
『スト6』で追加。肘を突き上げる。
ターゲットコンボ
『スパIV』で追加。近距離中キック→強キックの連撃。片足ずつ2ヒットの蹴りを繰り出し相手を吹っ飛ばす。コンボ中の強キックは発動前に「フェイクキック」にできる。

### 必殺技
タイガーショット
初代『ストリートファイター』から存在する飛び道具技。立った状態で両腕を突き出し、拳から気弾を撃ち出す。初代『ストリートファイター』では技名が「タイガーアタック」と呼ばれることもあり、一発が相手の全体力の七割を奪う高威力の技であった。
撃ち出す位置が高いためジャンプで飛び越すのは難しいが、基本的にしゃがみ状態の相手には当たらない。発射後から次の行動に移るまでの硬直時間は短い。
グランドタイガーショット
初代『ストII』で追加された飛び道具技。地面に膝をついた姿勢で、低い位置に「タイガーショット」と同じ気弾を飛ばす。
上段の「タイガーショット」と比較すると、しゃがんでいる相手にも当てることができるが隙が大きくなっている。また、ジャンプで飛び越されやすいがスライディングなどで下をくぐり抜けられることがない。
基本的には立ちガード・しゃがみガードとも可能だが、『スパII』など一部の作品では下段判定（立ちガード不能）になっている。
『ZERO2』では「タイガーショット」より気弾を発射するまでのモーションが遅い。
タイガーアッパーカット
初代『ストII』で追加された対空技。 「タイ式昇龍拳」とも称される技。「昇竜拳を破るには昇竜拳しかない」と編み出した。深く屈んで拳を構え、ほぼ真上に高く跳び上がりながらアッパーカットを決める。降下時に空中でバック転をするのが特徴。
基本的には単発技だが、『スパIIX』や『CAPCOM VS. SNK 2』などでは強で出すと最大5ヒットする多段技になっている。『ZERO3』ではX-ISMでのみ使用可能で、弱・中・強とも2ヒットする。『ハイパーストリートファイターZERO』の桃S-ISMでは、技の動きが「タイガーブロウ」になっている。
『ウルトラストリートファイターIV』（以下『ウルIV』）のオメガエディションでは、「アングリーチャージ」後に発動すると、黒い墨エフェクトを纏うようになり、EX版は3ヒットで重く鈍い、力強い演出になる。
初代『ストII』のみ地上にいる相手に対してヒット時のダウン効果が無い。また技後の下降中に攻撃を受けるとダメージが2倍になる。
アングリーチャージ
『スパIV』で必殺技として実装された。『ZERO』シリーズではスーパーコンボだったが、25%分のスーパーコンボゲージを消費する特殊な必殺技として扱われている。「タイガーアッパーカット」の性質を変化させ、アーマーブレイク属性を付加させる。
タイガーブロウ
『ZERO』シリーズや『ストリートファイターEX』（以下『EX』）シリーズで使用。ボディーブローを入れたあと、そのまま拳を突き上げ背筋を横に大きく反らしジャンプしながら相手を突き上げる。「タイガーアッパーカット」とは動きや構えが異なり、中や強は多段ヒットする。出がかりのボディーブロー部分が一番ダメージが大きい。
『ストIV』シリーズでは「タイガーアッパーカット」のEX必殺技として使われている。根本ヒットで1+5ヒットするが、『ウルIV』オメガエディションでは1+1+5に戻っている。
『ZERO』シリーズでは未完成の「タイガーアッパーカット」と設定されている。『ZERO2』のエンディングで、サガットが「タイガーブロウ」を超える技を得るために修行に励む姿が描かれた。
タイガークラッシュ / タイガーニークラッシュ
初代『ストリートファイター』での跳び膝蹴りに相当する突進技。その場で屈んだ後、素早い跳び膝蹴りを繰り出す。間合いによっては地対空にも使える。出始めの無敵時間は短いが、出るまでが速い。相手が空中で何かの技を出していた場合は、相打ちないし逆に迎撃を受けることになる。
『ストII』では使用せず、『ダッシュ』で追加された。『ダッシュ』『ターボ』『ZERO』シリーズでの技名は前者、『スパII』『スパIIX』『ストIV』シリーズおよび『ストV AE』での技名は後者になる。
タイガークロウ
『ウルIV』のオメガエディションで追加。2連続の蹴りを放つ技。技の内訳は以下の通り。
- 弱-しゃがみ中キック（下段）→ステップローキック（下段 / 1ヒット）
- 中-しゃがみ中キック（下段）→中段回し蹴り（中段 / 2ヒット）
- 強-しゃがみ中キック（下段）→ステップハイキック（上段 / 2ヒット）

タイガーレイド
「タイガークロウ」のEX版でSCゲージ1/2を消費する。4連続の蹴りから炎を纏った正面飛び蹴りの連撃。下段始動だが『ZERO』シリーズと違い立ちガード不能。

タイガーフェイク
『EX』シリーズの技。その場で掛け声とともに1回転するフェイントで、攻撃力はない。
タイガースパイク
Vトリガー[II]発動中に使用可能な必殺技。強烈なミドルキックを繰り出す。1度だけ攻撃を受け流すことができ、最大まで溜めるとガードブレイクになる。
タイガーラッシュ
Vトリガー[II]発動中に使用可能な必殺技。膝蹴りの後にミドルキックで相手を蹴り飛ばす。
タイガーネクサス
『スト6』から追加。膝蹴りから追加入力で再度蹴りを繰り出す。
タイガーマイト
膝蹴りから続けて踵落としを繰り出す。
タイガーグリード
足を突き上げる。
タイガーノヴァ
膝蹴りを再度繰り出す。
イーヴルアイ
『ストリートファイター ザ・ムービー』（以下『ザ・ムービー』）での技。眼帯を外して目から放射状の怪光線を放つ技で、ヒットしてもダメージは無いが、喰らった相手を一時的に怯ませて行動不能にする。

### スーパーコンボなど
タイガージェノサイド
『スパIIX』でスーパーコンボとして初登場。「タイガー（ニー）クラッシュ」に続いて「タイガーアッパーカット（またはタイガーブロウ）」を1-2回繰り出す。
『ZERO2』では最初の飛び膝蹴りの飛距離は「タイガークラッシュ」と同じで下段にやられ判定がない。
『SVC CHAOS』ではEXCEEDとして使用している。
『ストIV』では「タイガーアッパーカット」は1度だったが、『ウルIV』のオメガエディションでは『ZERO』シリーズのレベル3の様に2回連続で繰り出す。
タイガーレイド
通常技の様々な蹴り技を連続で放ちながら前方へ突進する。初段は足払いであるが、『ZERO』シリーズでは下段判定ではなく立ちガードが可能である。また、LV3で出すと最後の飛び蹴りに炎を纏う。
『ウルIV』オメガエディションでは「タイガークロウ」のEX版として利用し、スーパーコンボにも引けを取らない破壊力を誇る。
タイガーキャノン
密度を高めた巨大な「タイガーショット」を放つ。この気弾は複数ヒットする（『EX』シリーズを除く）。相手がしゃがみ状態になると当たらなくなる。レベル3に限り、最後の一発で相手を燃やすことが可能。『ZERO』シリーズでの飛び道具系スーパーコンボはこの技のみ。
『スパIV』ではウルトラコンボIIとして実装。技自体の外見は従来のものとほぼ同じだが、発射する前に胸の前で気を組み合わせ、激しく火花が散る演出が加わっている。また、弾の攻撃判定が従来よりも大きく、しゃがんだ相手にも当たるようになっている。
『ストV AE』ではVトリガー[I]発動中に使用可能な必殺技になっている。ウルトラコンボ版同様、しゃがんでいる相手にもヒットする。
グランドタイガーキャノン
低い軌道で撃つ「タイガーキャノン」。『EX』シリーズや『CAPCOM VS. SNK』シリーズ、『SVC CHAOS』で使用する。
アングリーチャージ
『ストリートファイターZERO2 ALPHA』にて実装。発動するとサガットの胸の傷が強く光り、忌々しげに片手でそれを押さえる。この技自体に攻撃力はないが、次に出す「タイガーブロウ」の攻撃力を1回だけ高めることができる。その際の強「タイガーブロウ」の威力は、LV1「タイガージェノサイド」を上回る。
『スパIV』では追加技として実装されたが、スーパーコンボではなく、25%分のスーパーコンボゲージを消費する特殊な必殺技として扱われている。
タイガーストーム
『EX』シリーズにおけるメテオコンボ。ストレート・ダウンブロー・膝蹴りの3発を叩き込んだ後、膝蹴りで浮いた相手に強力な「タイガーキャノン」（黄色）を放つ。最初の3発がヒットする際、タイミングよくパンチボタンを入力すると威力が上昇するのが特徴。成功するとフィニッシュの「タイガーキャノン」が紫色になる。
タイガーディストラクション
『ストIV』におけるウルトラコンボ。構えを取ってから「タイガージェノサイド」を繰り出し、ヒットして打ち上げた相手をさらに「タイガーアッパーカット」で追撃する。2回目の「タイガーアッパーカット」は通常と逆の拳で、また、「タイガーショット」と同じ色の気を纏っている。
『ストクロ』ではこちらの動作が「タイガージェノサイド」として実装されている。
タイガーランペイジ
『ストV AE』におけるクリティカルアーツ。「タイガーニークラッシュ」を放ちヒットすると片足による2連続のミドルキック、ストレート、エルボーアッパーで相手を上空に打ち上げ炎を纏った「タイガーアッパーカット」を決める。
サベージタイガー
『スト6』のLv2スーパーアーツ。膝蹴りから相手に掴みかかる。追加入力で4つの技から追撃する。
サベージタイガーレイド
「タイガーレイド」を繰り出す。
サベージタイガーゼニス
相手を殴ってから膝で突き上げて浮かせる。
サベージタイガーペンデュラム
掴んだまま膝で突き上げ、後ろに投げる。
サベージタイガースタンプ
相手の顔を殴り続けてその場でダウンさせる。
タイガーヴァンキッシュ
『スト6』のLv3スーパーアーツ。膝蹴りから掴んでローキックで体勢を崩し、顎に向かって渾身の「タイガーアッパーカット」を繰り出す。クリティカルアーツ版はさらに吹っ飛んだ相手を追跡して肘打ちを叩き込む。
タイガージャグラー
『ザ・ムービー』でのデンジャー必殺技。「グランドタイガーショット」→「タイガーショット」を続けざまに撃つ。
タイガークロスファイア
『ザ・ムービー』でのスーパーコンボ。「タイガーショット」→「グランドタイガーショット」を交互に3回繰り返して撃つ。

## 他のメディアでのサガット

### 映画
1994年のハリウッド実写映画『ストリートファイター』では"ビクター・サガット（Viktor Sagat）"の名で、完全な悪役として登場する。バイソン将軍（日本でのベガ）と取引している武器商人で、詐欺師であるリュウやケンに一杯食わされる。地下闘士のベガ（日本でのバルログ）を配下に持つ。
同年のアニメ映画『ストリートファイターII MOVIE』では冒頭でリュウと闘う。ミドルキックで怯んだリュウに止めを刺そうとした際、昇龍拳を喰らって胸に傷を受け、最後は波動拳に敗れる。この敗北を期にシャドルーに入団する。しかし戦闘シーンはそれのみで、劇中後半にリュウとの再戦をベガに訴えるが認められず、ICPOに保護されたキャミィと捕縛されたバルログを処分しろという命令を受けたまま、シャドルー壊滅後の消息も不明である。

### テレビアニメ
1995年のテレビアニメ『ストリートファイターII V』では、元ムエタイチャンピオンという設定はゲームと同様であるが、麻薬所持の冤罪で収監されておりシャドルーとの絡みはない。隻眼ではなく、胸の傷跡もない。闘う際にはモンコン（ヘッドリング）をかぶる。

### 漫画
- 『ゲーメスト』の初代『ストリートファイター』攻略ページに掲載された短編漫画ではリュウとケンの師匠の仇とされているが、これは元ゲーメストライターの転清がカプコンの許諾なしに創作したものであり、公式の設定ではない[13]。
- 『ストリートファイターII -RYU-』（神崎将臣）ではバルログと共にシャドルー幹部の悪役として登場する。傷が完治していないガイルを圧倒したが、ケンと対戦し「竜巻旋風脚」で倒された。
- 『ストリートファイターIII』シリーズのコミカライズである『RYU FINAL』（中平正彦）では、『III』シリーズにサガットが登場しないにも拘らず、リュウに受けた敗北を克服する過去のエピソードが多くのページを割いて描かれている。「風の拳」を得たリュウが再戦の約束を果たすため、サガットのもとを訪れる。
- 『さくらがんばる!』（中平正彦）では「全神経を研ぎ澄ませることで、リュウがどれだけ強くなったかを感じる」とさくらに発言している。
- 『ストII爆笑!!4コマギャグ外伝』（橋口隆志）では建物の天井をも突き抜けてしまうなど、サンダー・ホークと共にしばしば長身であることをネタにされている。また「タイガーアッパーカット」であまりに飛びすぎてしまうため、対戦相手を残したまま空へ上がって夜まで降りてこなかったり、エドモンド本田ステージの銭湯の天井を突き破ってしまうなど、周りからは迷惑がられていた。ゲームの設定では契約でベガに従っているが、本作ではベガを心から敬愛しており、一瞬謀反を企てようとした時もすぐに「お茶目なベガ様は憎めない」と謀反を撤回している。

各種の4コマ漫画ではリュウへの執着を誇張して、彼にしか興味が無いキャラクターとしてネタにされることが多い（同性愛者であるかのような描写もある）。また、リュウに優しく接する場面も珍しくない。

## その他
- 『ストII』時代、タイガーショットを撃つ際に「タイガー」と発声するが、これがよく聞き取れないためにゲーム雑誌などでは「アイグー」や「アイガー」などと表記されることもあった。これは『スパII』で声が新しくなってもそのままで、これがサガットのキャラクターとして認識されていた。『ZERO』からは明確に「タイガー」と発声するようになった。
- 『ZERO2』のバックストーリーで、ダンの父の必殺技だった膝蹴りを自分の技として改良・習得したことが明かされている。またCPUリュウ戦では専用ステージとして、アニメ映画『ストリートファイターII MOVIE』を彷彿とさせる[14]大草原ステージが登場する。
- 『頂上決戦 最強ファイターズ SNK VS. CAPCOM』ではオリンピックモードで、リュウ限定で記録を出した時に出現する表彰台時に、『ストII』シリーズでのリュウのエンディングと同様の登場をしている。
- 『SVC CHAOS』では対戦前の掛け合いにおいて、リョウ・サカザキから「お前のように大きなムエタイ選手はいない」と言われている。
- 『CAPCOM FIGHTING Jam』では初代『ストリートファイター』の代表としてプレイヤーキャラクター候補に挙がっていたが、没になっている[15]。
- 『モンスターストライク』では通常と進化時の属性は「光」設定である[16]。
- タイの映画のロケ地に佐賀県が起用されたことも好機に[17]、佐賀と相性のよい語感を持っていることから[18]、佐賀県とのコラボレーションを実施し[19]、「佐賀ット」として観光大使に就任して「佐賀ット商店」の店長を務めたこともある[20][17][21]。

## 登場作品
- ストリートファイター
- ストリートファイターIIシリーズ
- ストリートファイターZEROシリーズ
- ストリートファイターIVシリーズ
- ストリートファイターV
- ストリートファイターEXシリーズ（EX2plus以降）
- ストリートファイター ザ・ムービー
- ストリートファイター リアルバトル オン フィルム
- CAPCOM VS. SNKシリーズ
  - カプコン バーサス エス・エヌ・ケイ ミレニアムファイト 2000
  - カプコン バーサス エス・エヌ・ケイ ミレニアムファイト 2000 PRO
  - CAPCOM VS. SNK 2 MILLIONAIRE FIGHTING 2001
- SNK VS. CAPCOM 激突カードファイターズ 全シリーズ（トレーディングカードゲーム版も含む）
- SNK VS. CAPCOM SVC CHAOS
- ストリートファイター X 鉄拳
- モンスターストライク[22]※特定イベント限定[16]
- Street Fighter X Mega Man
- グランブルーファンタジー

## 担当声優
ゲーム作品での担当声優
- 三木眞一郎（『ストリートファイターZERO』シリーズ、『CAPCOM VS. SNK』シリーズ）
- Sakai Albright（『ストリートファイターEX』シリーズ）
- 水津浩志（『SNK VS. CAPCOM SVC CHAOS』）
- 遠藤大輔（『ストリートファイターIV』シリーズ以降の作品全般）

その他の関連作品での担当声優
- 大塚明夫（ドラマCD『ストリートファイターII 復讐の戦士』）
- 笹岡繁蔵（劇場版アニメ『ストリートファイターII MOVIE』）
- 銀河万丈（テレビアニメ『ストリートファイターII V』）
- 麦人（実写映画『ストリートファイター』日本語吹き替えソフト版、テレビ朝日版）

## 関連人物
- リュウ
- アドン
- ベガ
- ダルシム